# Estadio Vicente Calderón
Estadio Vicente Calderón var en fotbollsarena i Madrid, belägen i distriktet Arganzuela. Den var hemmaarena för Atletico Madrid mellan 1966 och 2017. Den sista matchen i La liga på Vicente Calderón blev 3-1 mot Bilbao. Fernando Torres gjorde två av målen. Den 16 september 2017 nyinvigdes Atletico Madrids nya hemmaarena Wanda Metropolitano, som rymmer nära 68 000 åskådare.

## Historik

### Översikt
Arenan är belägen i centrala Madrid bredvid floden Manzanares. Arenan hette tidigare Estadio Manzanares men namnet ändrades senare till Estadio Vicente Calderón efter Atletico Madrids forne president. Spaniens landslag brukar ofta spela sina hemmamatcher på arenan.
När Vicente Calderón invigdes 1966 kunde man ta in 62 000 personer på läktarna, mer än dagens 54 851 med andra ord. Storleken på planen är 105 x 70m. Den första matchen som spelades på Vicente Calderón var Atlético Madrid mot Valencia. Matchen slutade 1-1.
Inför VM 1982 byggde man till 4000 till sittplatser och stadion kunde ta 66 000 personer. Man behöll kapaciteten 66 000 fram t.o.m. 2001 då man stegvis började bygga ned antalet åskådare som får plats till det slutgiltiga 54 851. 
En Bruce Springsteen konsert 2 augusti 1988 tog in 70 000 personer på hans Tunnel of Love Express tour. Sista spelningen på Tunnel of Love express tour skedde på Nou Camp i Barcelona inför 98 000 personer den 3 augusti 1988. På Tunnel of Love Express tour spelade även Springsteen en av de mest befolkade betalkonsertena någonsin ( 19,95 Ostmark kostade biljetterna, motsvarande 4 månaders kollektivtrafikbiljetter). 500 000 människor såg Springsteen spela i Öst Berlin, där han höll sitt antimurtal, något som historiker tror kan ha haft stor betydelse för Berlinmuren fall, då både 500 000 personer var på plats samt att det TV och radiosänt och det sades att det nye fanns en enda person i åldern 18 till 36 i Öst Tyskland som inte kände till konserten. Trafiktrycket inför Springsteens konsert i Östberlin var lika högt som när muren till slut föll.

### Nytt namn och VM
Under ett möte 1971 kom ledningen överens om det nya namnet för att hedra den före detta presidenten som räddade Atlético från konkurs och gjorde Atlético de Madrid till en storklubb. Under Calderóns era vann klubben totalt tio titlar, både nationellt och internationellt. 
1980 bestämdes det att arenan skulle renoveras så att man kunde använda arenan under fotbolls-VM 1982. Under det VM-slutspelet blev det tre matcher på Vicente Calderón, alla tre var gruppspelsmatcher.
VM-matcherna som spelades på Vicente Calderón:
- Frankrike 1 - Österrike 0
- Österrike 2 - Nordirland 2
- Nordirland 1 - Frankrike 4

### Ny arena
I mars 2017 köpte Atlético Madrid Estadio de La Peineta vilken kommer att bli Atléticos nya hemmaarena.  
Den nya arenan kommer att ha mellan 68 000 och 72 000 sittplatser.
Presidenten Cerezo sa till den officiella hemsidan att "det är en historisk dag för Atletico Madrid. Att lämna Vicente Calderón är tråkigt för oss alla men vi måste komma över detta att flytta till en bättre värld och en bättre arena".[källa behövs]

## Läktare och betyg
Under Vicente Calderóns västra läktare löper en motorväg (M-30).
Vicente Calderón är en högklassig fotbollsarena som fick fem av fem stjärnor i betyg av Uefa år 2003. Man var det första laget i Spanien som fick en femstjärnig arena.